# پالم بیچ پرنسس
پالم بیچ پرنسس (به انگلیسی: Palm Beach Princess) یک کشتی بود. این کشتی در سال ۱۹۶۳ ساخته شد.